# شولم
شولم (أواخر الألفية الثالثة قبل الميلاد)، هو الحاكم الجوتياني الثالث كما هو مذكور في القائمة الخاصة بالحكام السومريين. شولم هو حاكم من سلالة جوتيان السومرية وهي سلالة استوطنت جبال زاكروس. تولى الحكم بعد سارلاجاب، و توفي في آواخر الألفية الثالثة قبل الميلاد، ثم تولى إيلميش شولم الخلافة بعد وفاته.